# Holz- und Bautenschützer
Der Holz- und Bautenschützer ist in Deutschland seit 2007 ein staatlich anerkannter Ausbildungsberuf nach Berufsbildungsgesetz und Handwerksordnung.

## Entstehungsgeschichte
Seit der Einführung der Handwerksordnung im Jahr 1953 gab es Bestrebungen seitens des Deutschen Holz- und Bautenschutzverbandes e. V. eine Ausbildungsordnung für das Holz- und Bautenschutzgewerbe gesetzlich zu verankern. Diese Versuche, den Holz- und Bautenschutz aus der Anlage B der Handwerksordnung (handwerksähnliches Gewerbe) in die Anlage A (zulassungspflichtiges Handwerk) zu überführen, scheiterten. Damit blieben die Voraussetzungen, Arbeiten im Holzschutz und Bautenschutz gewerblich auszuführen, ebenso ungeregelt, wie die Tätigkeiten, die ein Holz- und Bautenschutzbetrieb anbieten durfte. Ein Vorstoß der Handwerksverbände die Tätigkeitsbereiche des Holz- und Bautenschutzes einzugrenzen führte 1978 zu einer Vereinbarung zwischen dem DHBV und dem Deutschen Handwerkskammertag mit dem Ergebnis der Verabschiedung eines Tätigkeitsverzeichnisses für das Holz- und Bautenschutzgewerbe.
Ein erneuter Versuch des DHBV zu Beginn der 1990er Jahre auf der Grundlage dieses Tätigkeitsverzeichnisses gesetzlich geregelte Qualifikationen für die Branche zu implementieren, scheiterten ebenfalls, da eine Untersuchung des Bundesinstituts für Berufsbildung (BiBB) aus dem Jahr 1996 zu dem Schluss kam, dass die erforderlichen Qualifikationen von den bestehenden Bauberufen abgedeckt werden und daher ein eigenständiger Ausbildungsberuf nicht erforderlich sei.
Im Jahr 2003 führte das BiBB auf Betreiben des DHBV eine erneute Expertise durch und kam diesmal zu dem Ergebnis, dass die vom DHBV vorgelegte Ausbildungsordnung für das Holz- und Bautenschutzgewerbe nur zu einem geringen Teil Überschneidungen mit den Ausbildungsordnungen der bestehenden Bauberufe aufweist. Favorisiert wurde nun vom BIBB eine Ausbildung im Holz- und Bautenschutz als gestuftes Modell zweier aufeinander aufbauender Ausbildungsberufe: Einen zweijährigen Ausbildungsberuf ohne Spezialisierung, die Fachkraft für Holz- und Bautenschutzarbeiten, und einen dreijährigen Ausbildungsberuf mit zwei Fachrichtungen, den Holz- und Bautenschützer. Diese Struktur wurde 2007 in die Praxis umgesetzt.

## Ausbildungsdauer und Struktur
Die Ausbildungsdauer zum Holz- und Bautenschützer beträgt in der Regel drei Jahre. Die Ausbildung erfolgt an den Lernorten Betrieb und Berufsschule. Es handelt sich um einen Beruf mit zwei Fachrichtungen: Bautenschutz und Holzschutz, der in einer gemeinsamen Ausbildungsordnung mit dem zweijährigen Ausbildungsberuf Fachkraft für Holz- und Bautenschutzarbeiten verordnet wurde. Die beiden Ausbildungsjahre zur Fachkraft für Holz- und Bautenschutzarbeiten sind identisch mit den ersten beiden Ausbildungsjahren zum Holz- und Bautenschützer.

## Arbeitsgebiete
Holz- und Bautenschützer erkennen und beseitigen Schäden, die durch tierische und pflanzliche Holzzerstörer verursacht werden. Sie bekämpfen Holz zerstörende Insekten und Pilze, führen vorbeugende Holzschutzmaßnahmen durch und trocknen durchfeuchtete Bauwerke. Sie führen Außen- und Innenabdichtungen an Bauwerken durch, die mit dem Erdboden in Berührung kommen. Sie sind weiterhin befähigt, feuchte- und salzgeschädigte Bauteile instand zu setzen.
Wenn sie die Fachrichtung Holzschutz gewählt haben, sind sie zusätzlich in der Lage, neben den gängigen Holzzerstörern auch seltener auftretende tierische und pflanzliche Holzzerstörer zu bekämpfen. Dabei können sie alternative Verfahren und Sonderverfahren einsetzen, beispielsweise thermische Verfahren oder Begasungsverfahren, bei letzterem bedarf es allerdings eines gesonderten Befähigungsnachweises.
Haben sie hingegen die Fachrichtung Bautenschutz gewählt, so können sie über das bereits Erlernte hinaus auch Putzzerstörungen erkennen und Putzsanierungen durchführen. Holz- und Bautenschützer haben die Möglichkeit, durch betriebliche Spezialisierung auch als Betoninstandsetzer zu arbeiten.
Holz- und Bautenschützer finden ihren Arbeitsplatz im Holz- und Bautenschutzhandwerk sowie in anderen Bauberufen.

## Berufsschule
Für beide Ausbildungsberufe des Holz- und Bautenschutzhandwerks existieren fünf Berufsschulen in Deutschland:
1. Städtische Berufsschule VI in Augsburg
2. Knobelsdorff-Schule in Berlin
3. Johann-Philipp-Reis-Schule in Friedberg
4. Berufskolleg Glockenspitz in Krefeld
5. Berufsbildungszentrum am Nord-Ostsee-Kanal in Rendsburg

## Fortbildungsmöglichkeiten
Auf der Grundlage der Ausbildungsordnung ging der DHBV dazu über, eine Meisterprüfungsverordnung für den Holz- und Bautenschutz zu erarbeiten und diese mit den Fachverbänden des Handwerks abzustimmen. Als Ergebnis dieser Übereinkunft trat am 1. November 2012 die Holz- und Bautenschutzmeisterverordnung in Kraft. Der Holz- und Bautenschutz ist damit neuer Meisterberuf im zulassungsfreien Handwerk.